# サンダーマスク
『サンダーマスク』は、1972年10月3日から1973年3月27日まで日本テレビ系列局 (NNS) で放送された特撮テレビ番組、およびその劇中に登場する変身ヒーローの名前である。東洋エージェンシー（現・創通）とひろみプロダクションの共同製作。全26話。放送時間は毎週火曜 19時 - 19時30分 （日本標準時）。
テレビ放送と並行して、手塚治虫による漫画版が『週刊少年サンデー』で連載されていた。

## 概要
元々は、虫プロダクションが手塚治虫の漫画作品『魔神ガロン』の実写化作品として企画していたものである。しかし、制作は中止され、後にその一部のスタッフらが設立したひろみプロダクションによって引き継がれ、現在の形となった。
手塚を原作者として扱っている資料もあるが、実際には旧知だったひろみプロの依頼によるコミカライズ作品として描かれたものであり、その内容はテレビ版と大きく異なっている。それ以外にも、テレビ版に準じたコミカライズ作品が、『冒険王』、『別冊冒険王』、小学館学年誌で連載されている。
本作品のスタッフ編成は、『魔神ガロン』のパイロット版監督を務めた金田啓治が押しの一手で、『ウルトラマン』の上原正三と藤川桂介、『ゴジラ』の本多猪四郎などの招聘を実現。金田の紹介で、ひろみプロから下請制作を任されていたエキスプロダクションも、『仮面ライダー』などの掛けもちで多忙を極めながら、自社スタッフを総動員する形で撮影に臨んだ。同時期のウルトラシリーズでは1週につき500万円の予算が支給されていたように、特撮巨大ヒーロー作品は多額な制作費を必要とするが、本作品では『仮面ライダー』などの等身大ヒーロー物に若干上乗せした程度の、1週につき300万円の予算しか支給されていなかった。撮影は本編と特撮の二班で行われたが、制作スケジュールはスタッフの人数不足の問題もあり常に自転車操業の状態であった。そのため、15%前後の平均視聴率を記録しながら半年間で終了した。

### デザイン
金田の招聘で成田亨が本作に参加する予定だったが、成田は「グリーンマン」と名付けたヒーローデザインを手掛けた時点で『突撃! ヒューマン!!』へ引き抜かれ、本作品から降板。残された「グリーンマン」のコピー原画を基として、企画者の平田昭吾が描いたデザイン画にひろみプロ所属のデザイナーである成田マキホが手を加え、サンダーマスクのデザイン画が完成した。成田マキホは平田からの依頼で本作品に魔獣のデザイナーとして参加。成田マキホはデザインする際は名称を決めてからデザインすることを心掛けていた。当初は書籍を発行する関係で7体ほどをデザイン先行したが、後半はシナリオに沿う形でデザインしていた。成田マキホは魔獣について「人が入る関係でずんぐりしたが、自分が描いたイメージを壊すことなく造形されてうれしかった」と述べている。

### テレビ版の権利
テレビ版はひろみプロ・東洋エージェンシー（現：創通）の両社が連名クレジットされているにもかかわらず、放送終了後には東洋社員が制作会社を訪れ、一方的な形でマスターを引き上げた。地上波では1994年3月27日、中京テレビ『今甦る!昭和ヒーロー列伝』で抜粋した3話分を放送したのを最後に、「マスターは状態が悪い」、「ネガならある」、「すべて存在しない」と創通側の説明が二転三転。本作品の権利が分散し、各会社の権利と利害が発生することも含め、現段階で創通のみの判断では再放送やソフト化して市場に流通販売やネット配信できない、いわゆる封印作品と化している。

## ストーリー
暗黒宇宙の魔王デカンダの地球侵略の野望を知ったサンダー星連邦は、それを阻止せんと1人の戦士を地球に派遣した。しかし、誤って1万年前の地球に到着した彼は、1万年後に魔獣が現れると警告する文書、眠りを覚ます鍵である「3つの星」（天の星、地の星、海の星）と呼ばれる石を遺し、タイムカプセルで眠りについた。
そして1万年後、デカンダの襲撃に対し、日本の3大頭脳と呼ばれた3人の博士たちの命を犠牲にした努力の末に眠りから覚めたサンダーマスクは、青年科学者 命光一（いのち こういち）に姿を変え、科学パトロール隊と協力して、デカンダの繰り出す魔獣たちとの戦いに身を投じる。

## 主要キャラクター
サンダーマスク / 命 光一（）
魔王デカンダの地球侵攻を阻止すべく、サンダー星連邦から派遣された勇者。予定より1万年早く地球に来てしまったため、カプセルの中で1万年も眠りについていたが、高瀬博士たちの尽力によって目覚めた。
命光一は地球での仮の姿であり、「サンダー！」の掛け声と一定のポーズで、本来の姿に戻り、さらに「サンダー二段変身!!」の掛け声で、身長40メートルにまで巨大化する。胸部に変身機能の源があることが劇中で語られている。
第12話や第19話、第25話などピンチに遭うことが多い。

### サンダーマスクの能力・その他
サンダーシュート
両手の赤手袋を手裏剣に変形させて、相手に投げつける武器。第1話のみ描写が異なっている。サンダーシュートの使用時には手袋が銀色になる。
サンダーエレキ
電気ショックで攻撃する技。
サンダーパンチ
強力なパンチを放つ。
サンダーキック
高くジャンプして攻撃するキック。
サンダージャンプ
空を飛ぶ。
サンダークリーナー
自らの体を高速回転させ、ガスなどの攻撃を跳ね返す荒技。
サンダーアロー
槍形の武器。最終回では魔王デカンダに使用し、これを倒した。
サンダーミサイル
右手の指先から連続して発射されるミサイル。
サンダーファイヤー
手から放射される火炎技。バラバラになった魔獣の破片を焼き尽くす時などに使う。水を発射するバリエーション技もある。
サンダービーム
全身から光線を出す強力な技。ただし、一度使うと2時間は使えなくなる。
サンダーザイマー（第13話 - ）
妹のリンから送られた兵器。サンダーザイマー光線や敵の音波を遮断するなどの能力がある。未使用時はサンダーマスクの右腰に装着し携帯している。後半の必殺武器だが、エネルギー制限があり最終決戦では使うことができなかった。
インクリースマシーン（第26話）
胸にミサイルを打ち込まれ、変身機能と視力を失ったサンダーマスクのために、リンが持ってきた機械。装着することで100万ボルトの高圧電流を体に蓄えることができ、それにより光一の変身機能と視力が回復した。しかし、強度の高圧電流により変身してから3分経つと身体そのものが蒸発してしまう。鉄人13号のクローがサンダーマスクの胸を刺した際に高圧電流が溢れ出し、それによってベムキングと鉄人13号は倒したが、サンダーマスク自身も消滅してしまった。

### 高瀬宇宙研究所
サンダーマスク復活のきっかけを作って殉職した高瀬博士が残した研究所。博士の遺志を継ぎ、魔獣関係の事件を調査する。命光一も、ここの所員として働く。
高瀬博士
宇宙工学の権威であり、サンダーマスクを復活させる秘密である、3つの星のうちの天の星を自らの左眼に隠していた。魔王デガンダによる様々な妨害を経て、サンダーマスクを収めたタイムカプセルの発掘に成功するが、博士の命と引き換えに、サンダーマスクは長い眠りから甦った。
高瀬まゆみ
高瀬博士の娘。3つの星のうちの地の星を体内に持っていた。命光一に想いを寄せている。光一が「（サンダーマスクと）同じ目をしている」という印象から、彼がサンダーマスクであることを見破った。光一がサンダーマスクであることを知っているのは、彼女と弟の勝也だけである。
高瀬勝也
まゆみの弟で、まゆみを「おねえちゃま」と呼ぶ。3つの星のうちの海の星を体内に持っていた。
六本栄三郎
高瀬宇宙研究所所員。ムードメーカー的な存在。光一たちからは六さんと呼ばれている。
名前を六本木栄三郎と記載している資料もある。
佐山浩
高瀬宇宙研究所所員。常人離れした光一の言動に不信を抱くことが多かった。

### 科学パトロール隊
サンダーマスクや高瀬宇宙研究所と協力し、魔獣と戦う防衛組織。
メンバーには警部や刑事などの肩書きがあることから警察関係の組織と推察されるが、その全容は作中では描かれていない。なお、「警視庁科学捜査課」の所属と記されている資料もある。矢野警部と後任の藤警部以外のメンバーはドラマに関わることは少なく、その詳細なプロフィールはあまり描かれていない。
矢野警部
科学パトロール隊の初代隊長。第4話で殉職した。
人命を守るというパトロール隊としての任務に忠実だが、それゆえに、高瀬博士が行っていた発掘作業を中止させたこともあった。
藤警部
殉職した矢野警部に代わる、科学パトロール隊の2代目隊長。
大木刑事
科学パトロール隊隊員。第26話で殉職。

### その他
リン
サンダー星人で、サンダーマスクの妹。普段はサンダー星にいるが、兄がピンチになると地球にやって来て、サポートする。兄のような超人への変身能力は見せていない。第13話や第26話などに登場した。第12話では、流星鉄仮面が変身した偽者が登場した。

### メカニック
タイムカプセル
1万年間サンダーマスクを中に収め眠り続けていたカプセル。3つの星を使用することで、保管されている洞窟への入り口を開くことが出来る。
サンダーマスクが傷を負った際には中に入ることで回復させることも可能だが、第13話でメガトロンに踏み潰され破壊された。
サンダー1号
命光一が活動する際に使う愛車。名前の読みは「サンダーワンごう」。ボンネットの側面から三角翼がせり出し、ジェット噴射で、宇宙航行も可能。
自動操縦も可能であり、第13話では瀕死のサンダーマスクを乗せ宇宙へ飛び、リンの待つ宇宙船へと向かった。
- ベースになった車両は、書籍「特撮ヒーロー大全集」では、スバル・レオーネと記している。

デボ・カー
サンダースパークガンV-7
高瀬博士が、サンダーマスクを発見できなかったことを想定して極秘裏に開発していた、対デカンダ用兵器。ビーム管「BC-350S」をセットしないと起動できない。第13話で高瀬姉弟に発見され、科学パトロール隊の主力兵器となる。
SP-F1号
飛行可能な小型戦闘艇。作品後期における、科学パトロール隊の主力兵器。ミサイルを装備。最終話で、鉄人13号に破壊され、操縦者の大木刑事は殉職した。
特殊ミサイル
第25話で、科学パトロール隊に配備され、魔獣サメラと流星鉄仮面を瞬殺した超兵器。ところが、鉄人13号が変身した偽サンダーマスクの登場に科学パトロール隊は戸惑い、本物と偽物の区別もつかないまま、ミサイル発射を決断。その結果、ミサイルは誤って、本物のサンダーマスクに命中し、視力と変身機能を失わせるという失態を犯してしまう。最終話で、科学パトロール隊は大木刑事の弔い合戦も兼ねて鉄人13号にミサイルを命中させるが、今度は簡単に弾き返されてしまった。

### サンダーマスクの敵
魔王デカンダ
全宇宙の支配を企む怪人。魔獣を操り、破壊活動を行う一方、人間に変身するなどの超能力を使い、自らも行動していた。大魔王ベムキングの傀儡に過ぎないことが明らかとなり、後任幹部の流星鉄仮面に首を切断されて、一度は死亡するが、第16話で、新たな必殺技を身につけて復活した。最終話では、戦闘員や魔獣トカゲラスを率いて、サンダーマスクに決戦を挑むが、サンダーアローの直撃を受けて倒された。
- 本作品の企画段階におけるデカンダは、魔神ガロンの着ぐるみ流用も検討されており、成田マキホによるデザイン画も現存する。

大魔王ベムキング
第11話における再生魔獣総攻撃作戦が失敗に終わり、魔王デカンダを叱責する形で、第12話から登場した悪の帝王。巨大化も可能で、瞬間移動能力や手に持つ杖からの破壊光線などで、サンダーマスクを苦しめるが、最終話で鉄人13号と共に、サンダーマスクと相討ちになった。
流星鉄仮面
第12話から登場した、大魔王ベムキングの部下。魔剣流れ星が必殺武器であり、魔王デカンダとの決闘に勝利して、新幹部の地位に就く。新幹部ならではの秘策として、サンダーマスクの妹に化けて命光一に心理戦を挑み、巨大化後も魔獣メガトロンとの共同作戦で、サンダーマスクを圧倒。磔の刑にした。第13話で、サンダーザイマー光線を浴びて倒される。その後、第25話で復活するが、その役割は囮であり、科学パトロール隊の特殊ミサイルで爆死した。
戦闘員
第16話から登場。デカンダと同じようなトサカをつけている。

### 魔獣
基本的には怪獣のように巨大だが、等身大の魔獣も存在しており、魔王デカンダおよび大魔王ベムキングの力で巨大化する。
超音速魔獣 コンコルン
第1話に登場。サンダーマスクの復活に呼応するが如くビル街に飛来し、口からの火炎放射で街を焼く。サンダーシュートで倒される。
大回転魔獣 タイヤーマ
第2話に登場。ロボット少年・ヒロシに操られる魔獣。頭部と手足を収納して巨大なタイヤに変形し、飛んだり転がったりできる。
熱エネルギー魔獣 パラジュードン
第3話に登場。口からは可燃性の液体を吐く。背中の太陽熱吸収板が弱点とされる。漫画家（演：西尾徳）の描いた、怪獣漫画の内容通りに暴れる。
- 書籍『'70年代特撮ヒーロー全集』では、別名を熱光線魔獣と記載している。

冷凍魔獣 ライドン
第4話に登場。頭上の触角から冷凍液を放ち、サンダー1号をも凍らせる。着ぐるみの顔面には巨大なライト（大容量の照明装置）が仕込まれている。
吸血魔獣 サメラ
第5話に登場。富士山麓の博物館に飾られていたミイラが、吸血半魚人と化して復活。人間の生き血を求めて、高瀬まゆみを襲う。第11話では等身大、第25話では巨大化した状態で再生を果たす。第25話では、科学パトロール隊の特殊ミサイルを浴びて爆死した。
- 書籍『'70年代特撮ヒーロー全集』では、別名を吸血半魚人と記載している。

砂地獄魔獣 ハカイダー
第6話に登場。鋼鉄の鎧のようなもの（設定では「宇宙合金」という金属）で体を覆っており、下半身と上半身に顔があるが、上半身の顔と両腕は普段は鎧の中に隠し、攻撃時に鎧の穴から出す。下半身の顔は二つ目で角があり、上半身の顔は一つ目である。ビルを食べることで口から砂を出して、周囲を砂漠に変えてしまう。サンダーシュートを跳ね返すほど鎧は硬く、サンダーマスクを苦戦させたが、小さくなって上半身の顔の口から体内に入ったサンダーマスクのサンダーキックで苦しみ、そのままサンダー二段変身で内部から巨大化されたことで、体が破裂して四散した。
巨鯨魔獣 ボエール
第7話に登場。空から飛来し、石油工場地帯を襲う。背中の呼吸口から火炎攻撃を行う。地上では動きが鈍い。
- 石油タンカー＋クジラという発想から、デザインされた魔獣である。

円盤魔獣 ベンバーン
第8話に登場。ジャンボジェットや戦闘機を襲う。背中の円盤を分離して戦闘機を粉砕する場面は、オープニング映像でも確認できる。
- モチーフは、円盤とグレムリン。

ドリル魔獣 ドリリング
第9話に登場。口からの火炎放射と、頭部の三本のドリルが武器。ドリルはミサイルのように発射できる。サンダーマスクとの対決では、サンダーシュートでドリルを折られて敗走。改めてサンダーマスクに挑むが、今度は右腕を切断されて爆死する。
溶解魔獣 ドロドロン
第10話に登場。人間を溶かす溶解液と、口から伸びる長い舌が武器。
甲冑魔獣 ザリバザーン
第11話に登場。当初は等身大で出現し、前話までに登場した10体の再生魔獣軍団（いずれも等身大）を率いて、サンダーマスクに挑む。
大恐竜魔獣 メガトロン
第12・13話に登場。全身が「宇宙合金」で覆われている。口から火を放ち、尻尾の鈴の音で、サンダーマスクの脳波を狂わせる。サンダーマスクの新必殺武器・サンダーザイマーで倒された。
火炎魔獣 ガエンボー
第14話に登場。背中のガスボンベのガスを使って火炎攻撃を行う。両手はのこぎり。
- 火炎放射器＋カブト虫という発想で、デザインされている。

煙幕魔獣 デーゴンH
第15話に登場。D51機関車と魔獣デゴンが合体し、色々な毒霧を出して暴れ回った。
- 成田マキホは「当時の蒸気機関車（デゴイチ）ブームにあやかってデザインしたので、とりわけ記憶に残っている」と述懐している。

鋼鉄魔獣 ギリゴリン
第16話に登場。再生されたデカンダが初めて指揮した魔獣。生まれてくる幼虫の餌として人間を襲い、巨大な肉団子にして喰う。
- モチーフはテントウ虫。

電波魔獣 デレビング
第17話に登場。電気がエネルギー源で、発電所や変電施設を攻撃。頭の3本角から電撃波を放つ。
- デザイン画は四つ足だが、着ぐるみは二足歩行を前提に造られていた。

発電魔獣 バッテラー
第18話に登場。全身の突起から放電攻撃をする。
- 着ぐるみのスチール写真が現存せず、デザイン画のみが紹介されることでも知られる魔獣。
- 放送当時に発売されていた菓子、カバヤココナツプレッツェルのオマケカードで、着ぐるみのスチール写真が確認できる。

脳波魔獣 シンナーマン
第19話に登場。ストローでシンナー中毒者の脳を吸い取って食べ、口からシンナーガスを吐き出す。デカンダは物質転送の権威である雁金博士に催眠術をかけ、まゆみを人質に取り、命光一の脳とシンナーマンの脳を交換させることに成功する。しかし、自分の姿をしたサンダーマスクがデカンダに襲いかかったため、計画は失敗。発狂した命光一も催眠術が切れた雁金博士によって元の脳を移植され、鎖を武器にするシンナーマンと対決。サンダーシュートで、デカンダ曰く「腐りきった脳」を切られて爆死した。
重戦車魔獣 ギャダビラン
第20話に登場。体の両脇にキャタピラが装備されており、突進して町を壊す。不死身であり、サンダーザイマー光線が効かない。
- 『特撮ヒーロー大全集』には、放映当時（1972年冬）に行われたイベント「宇宙怪獣大行進」での写真が掲載されており、真横から撮られた着ぐるみ写真（モノクロ）が辛うじて確認できる。
- 書籍『全怪獣怪人 上巻』では、名称をギャタビランと記載している。

放射能魔獣 ゲンシロン
第21話に登場。人間を襲って放射能入り牛乳を飲ませ、白骨化させる。体内に原子炉を装備しており、常に放射能や水蒸気を発散させている。
- 着ぐるみのスチール写真が現存せず、デザイン画のみが紹介されることで知られる魔獣。カバヤココナツプレッツェルのオマケカードで、着ぐるみのスチール写真が確認できる。

誘導弾魔獣 ミザイラー
第22話に登場。当時市販されていたリモコンのミサイル戦車の玩具に姿を変え、東京都内に潜伏していた。科学パトロール隊による東京じゅうの該当玩具の回収、焼却処分の際に正体を現し巨大化して暴れた。牙の噛み付き攻撃とチョップ攻撃が得意。手の生えたミサイルを背負った虎という斬新なイメージで造形された。
- 着ぐるみのスチール写真は書籍『特撮ヒーロー大全集』でのみ確認できる。

毒ガス魔獣 ガスタング
第23話に登場。麻酔ガスで人々を操る。目からのビームと両手の鋭い爪が武器。高瀬まゆみの体内に侵入し、まゆみを吸血鬼に変えて、命光一を襲わせた。
- 『特撮ヒーロー大全集』のほか、『宇宙船』の本作特集号でも着ぐるみのスチール写真が確認できる。

鳥獣 レイドーゴン
第24話に登場。冷凍液で命光一を凍結する。
- 着ぐるみのスチール写真は『宇宙船』の本作品特集号で確認できる。

鋼鉄魔獣 鉄人13号
第25・26話に登場。宇宙合金製で、サンダーマスクのあらゆる攻撃や、特殊ミサイルが効かない。サンダーマスクの偽物に変身し、科学パトロール隊を惑わせてミサイルを本物に誤射させるが、インクリースマシーンでパワーアップしたサンダーマスクの腹を貫いた際に、高電圧を浴びて倒される。
不死身魔獣 トカゲラス
第26話に登場。鉄人13号戦で変身不能になった光一を強引に変身させるべく、デカンダが出撃。等身大から巨大化できるという設定があったが、最後は巨大化することなくサンダーシュートを喰らって絶命した。
古代魔獣 バンボス（未登場）
大旋風魔獣 グリーダー（未登場）
台風魔獣 バイブロン（未登場）
未登場の3匹も含めた26匹の魔獣のデザイン画は、番組の企画が始まった段階で用意されており、着ぐるみの造型もまとめて行われていた模様。脚本に沿ってデザインされたのは、鉄人13号とトカゲラスのみであり、さらにはメガトロンの登場回が前後編に分割されたことで、登場予定だったバンボス・グリーダー・バイブロンの3匹は、脚本も執筆されないままNG扱いとなったと推測される。

## キャスト
- 命光一：菅原一高
- 高瀬まゆみ：井野口一美
- 高瀬勝也：黒田英彦
- 矢野警部：加地健太郎
- 藤警部：滝波錦司
- 大木刑事：森烈
- 六本栄三郎：藤井敏夫
- 佐山浩：山下則夫
- 高瀬友一郎博士：富田浩太郎
- リン：広岡英子
- 魔王デカンダの声：今西正男
- 大魔王ベムキングの声：飯塚昭三
- 流星鉄仮面の声：青森伸
- サンダーマスク：影信之介、中山剣吾[注釈 6]
- 魔王デカンダ：鳴海剛、橘秀樹
- 大魔王ベムキング：達純一
- 流星鉄仮面：堀田暢之
- 魔獣：高尾峯行、青森春夫、他
- ナレーター：小林恭治

## スタッフ

### オープニング表記
企画
東洋エージェンシー / 平田昭吾（ひろみプロ）
プロデューサー
森田義一 / 斎藤ひろみ / 堀江和夫
脚本
上原正三 / 藤川桂介 / 田村丸 / 浪江志摩 / 野村尚史 / 高橋二三
主題歌
オープニングテーマ：「サンダーマスク」
作詞：佐田一美
エンディングテーマ：「戦え！サンダー」
作詞：東洋一
作曲：渡辺岳夫 / 編曲：松山祐士 / 歌：若木ヒロシ / ザ・フレッシング・フォー / みすず児童合唱団
- 東芝レコード
- 主題歌レコードは、1972年に東芝レコードのヒット賞を受賞している。

音楽
中村二大
- 特に番組後半にはJanko Nilović、Jean-Jacques Perreyらによるライブラリ音源の流用が顕著になっていく。

特撮監督
金田啓治
監督
本多猪四郎 / 田中進 / 岡崎明
製作
東洋エージェンシー / ひろみプロダクション

### エンディング表記
撮影
永塚各一郎 / 安倍安正
美術
山口熙 / 山上豊
照明
土田政雄
録音
田中英行
特撮
監修：金田啓治
撮影：中村義幸
美術：三上陸男
照明：須崎利行
操演：鈴木昶
装飾
山上豊
色彩計測
小国信人
サンダーマスクデザイン
上山ひろし
怪獣デザイン
成田マキホ
記録
新沼恵子 / 斉藤能子 / 荒井栄一 / 中川亜子
助監督
福田憲二 / 日留川雄二 / 須貝大二 / 息邦夫 / 小川次 / 松橋博
製作主任
小池利雄
編集
エディー編集室
録音
番町スタジオ
効果
イーアンドエム
現像
東洋現像所
衣裳
富士衣裳
衣裳協力
WELDGIN / トーメン.アパレル
連載
少年サンデー / 小学館ブック / 学年誌（よいこ、幼稚園、一年、二年、三年、四年）
秋田書店 冒険王

### ノンクレジット
出典『宇宙船』Vol.88（朝日ソノラマ・1999年春季号） p.60
撮影助手
志賀葉一 / 小田原成三
照明助手
高橋洋一 / 内田健二 / 里森克三 / 北村武久
特撮
撮影助手：小国信人
美術助手：中村金雄 / 丸山裕司
照明助手：古谷俊英 / 田端功
助監督：平島定夫
線動画：日映美術
造形
武川州優 / 吉田年
大道具係
川田敬治
小道具係
山崎輝
スチール
金田秀樹
制作協力
エキスプロダクション
制作
日本テレビ
出典『特撮秘宝』Vol.5（洋泉社） p.23
魔獣造形
工房ハードウェア

## 放送リスト
| 放送日         | 話数 | サブタイトル                   | 脚本     | 監督       | 登場魔獣                  |
| -------------- | ---- | ------------------------------ | -------- | ---------- | ------------------------- |
| 1972年 10月3日 | 1    | 見よ！暁の二段変身             | 上原正三 | 本多猪四郎 | コンコルン                |
| 10月10日       | 2    | 魔獣をあやつる少年             | 上原正三 | 本多猪四郎 | タイヤーマ                |
| 10月17日       | 3    | 火を吐く魔獣                   | 藤川桂介 | 田中進     | パラジュードン            |
| 10月24日       | 4    | 魔王冷凍作戦                   | 藤川桂介 | 本多猪四郎 | ライドン                  |
| 10月31日       | 5    | 吸血半魚人の復讐               | 上原正三 | 本多猪四郎 | サメラ                    |
| 11月7日        | 6    | 東京砂漠だハカイダー           | 田村丸   | 田中進     | ハカイダー                |
| 11月14日       | 7    | 地球の油を吸いつくせ           | 田村丸   | 田中進     | ボエール                  |
| 11月21日       | 8    | ジャンボジェットを喰いつくせ!! | 浪江志摩 | 岡崎明     | ベンバーン                |
| 11月28日       | 9    | 地球に風穴をあけろ！           | 田村丸   | 岡崎明     | ドリリング                |
| 12月5日        | 10   | ドロドロン！人間どもを骨にしろ | 浪江志摩 | 田中進     | ドロドロン                |
| 12月12日       | 11   | 魔獣たちの待ち伏せだ           | 浪江志摩 | 田中進     | ザリバザーン 再生魔獣軍団 |
| 12月19日       | 12   | 残酷！サンダーマスク死刑       | 上原正三 | 岡崎明     | メガトロン                |
| 12月26日       | 13   | はるかなる銀河の果て           | 上原正三 | 岡崎明     | メガトロン                |
| 1973年 1月2日  | 14   | 魔獣を呼ぶけむり               | 田村丸   | 本多猪四郎 | ガエンボー                |
| 1月9日         | 15   | 死の汽笛だ デーゴンH           | 藤川桂介 | 本多猪四郎 | デーゴンH                 |
| 1月16日        | 16   | 生きかえったデカンダ           | 浪江志摩 | 田中進     | ギリゴリン                |
| 1月23日        | 17   | 電波魔獣デレビング             | 浪江志摩 | 田中進     | デレビング                |
| 1月30日        | 18   | 魔獣バッテラー エレキの逆襲    | 野村尚史 | 岡崎明     | バッテラー                |
| 2月6日         | 19   | サンダーマスク発狂             | 高橋二三 | 岡崎明     | シンナーマン              |
| 2月13日        | 20   | 不死身魔獣ギャタビラン         | 上原正三 | 岡崎明     | ギャタビラン              |
| 2月20日        | 21   | 死の灰でくたばれ！             | 高橋二三 | 田中進     | ゲンシロン                |
| 2月27日        | 22   | 危い！君のオモチャが魔獣だ！   | 田村丸   | 岡崎明     | ミザイラー                |
| 3月6日         | 23   | 怪談！吸血鬼と霧の夜           | 上原正三 | 岡崎明     | ガスタング                |
| 3月13日        | 24   | 凍りづめの東京を救え！         | 藤川桂介 | 田中進     | レイドーゴン              |
| 3月20日        | 25   | 大逆転！鉄人13号               | 上原正三 | 田中進     | サメラ 鉄人13号           |
| 3月27日        | 26   | さらば勇者 輝く星よ            | 上原正三 | 田中進     | トカゲラス 鉄人13号       |

## 放送局
- 日本テレビ（制作局）：火曜 19:00 - 19:30
- 札幌テレビ：火曜 19:00 - 19:30
- 青森放送：火曜 19:00 - 19:30[28]
- テレビ岩手：日曜 18:00 - 18:30[29]
- 秋田放送：土曜 17:53 - 18:23（1974年9月より放送）[30]
- 山形放送：月曜 - 金曜 17:00 - 17:30[31]
- 宮城テレビ：日曜 18:00 - 18:30[29]
- 福島中央テレビ：日曜 8:30 - 9:00 (1973年3月まで) →  日曜 10:30 - 11:00 (1973年4月) [32]
- 新潟総合テレビ：日曜 18:30 - 19:00[33]
- 信越放送：日曜 18:00 - 18:30[34]
- テレビ静岡：月曜 18:00 - 18:30[35]
- 中京テレビ：水曜 19:30 - 20:00
- 読売テレビ：火曜 19:00 - 19:30
- 日本海テレビ：水曜 18:00 - 18:30（1973年7月時点、遅れネット）[36]
- 広島ホームテレビ：火曜 19:30 - 20:00[37]
- 山口放送：火曜 19:30 - 20:00[38]
- 西日本放送：日曜 18:00 - 18:30[39]
- 福岡放送：火曜 19:00 - 19:30[40]
- 熊本放送：水曜 18:00 - 18:30[40]
- 鹿児島テレビ：火曜 18:00 - 18:30[41]

## 手塚治虫版『サンダーマスク』
手塚治虫による漫画版は、『週刊少年サンデー』1972年（昭和47年）10月8日号から1973年（昭和48年）1月7日号にかけて連載された。手塚作品としては珍しくテレビ版が原作であり、本作品はコミカライズという位置づけであるが、内容はテレビ版とは別物のオリジナル作品であることから、ここに特記する。

### 解説
ガス状宇宙生命体サンダーと珪素生命体デカンダーとの戦いを描いた物語であり、サンダーマスクのデザインや、主要キャラクターのネーミング以外はテレビ版と共通するところはない。科学パトロール隊や魔獣も登場しない。また、サンダーマスクに変身するのは命光一であるが、物語は手塚がサンダーとデカンダーとの戦いに巻き込まれたという設定のもと、手塚の視点で進行して永井豪がゲストキャラクターとして登場したりする。
サンダーマスクはサンダーが地球人・飯田光一＝命光一の肉体を借りて地球上で実体化した姿と設定されており、鱗と羽毛に覆われたその姿が「ちょっとおっかなくて人に見せられない（作品内の手塚の発言）」ため、手塚自身がマスクとコスチュームをデザインし、サンダーがそれを身にまとって「サンダーマスク」として登場したという経緯になっている。また、デカンダーは高瀬博士の娘・まゆみに憑依し、全生物の珪素生命体化を企んでサンダーと対決する。
サンダーに憑依されている間の意識はサンダーが優先するために光一は何も覚えておらず、まゆみはデカンダーに憑依されていることすら知らないという展開も含んでいた。
テレビ放送に合わせて連載が終了したため、終盤はストーリーが端折られている。

### 単行本
- 虫コミックス（全1巻）
- 講談社ピースKC（全1巻）
- 秋田サンデーコミックス（全1巻）
- 手塚治虫漫画全集（全1巻）
- 秋田文庫（全1巻）大槻ケンヂが解説を担当、テレビドラマ版に対して批判的なコメントを寄せている
- 『ミクロイドS』手塚治虫文庫全集（第2巻に併録）

## その他のコミカライズ
参照 特撮ヒーロー大全集 1988, p. 182
- 別冊少年サンデー 1973年1月号 - 1973年3月号（作画：やまと虹一）
- 小学館BOOK 1972年11月号 - 1973年2月号（作画：池原成利）
- 小学一年生 1972年11月号 - 1973年3月号（作画：原成）
- 小学二年生 1972年11月号 - 1973年3月号（作画：長谷川猛、西井とおる〈1973年4月号のみ〉）
- 小学三年生 1972年11月号 - 1973年3月号（作画：池原成利）
- 小学四年生 1972年11月号 - 1973年3月号（作画：池原成利）
- 冒険王 1972年10月号 - 1973年3月号（作画：長谷川猛）
- 別冊冒険王 1972年秋季号 - 1973年5月号（作画：長谷川猛）